# Cold Fear
Cold Fear è un videogioco di azione a tema survival horror, sviluppato da Darkworks e pubblicato da Ubisoft nel 2005.

## Trama
In Cold Fear il giocatore prende il ruolo di Tom Hansen, un ex-soldato ora impiegato nella U.S. Coast Guard che viene mandato ad investigare su una misteriosa baleniera russa, la "Eastern Spirit" (Дух Востока) nel mezzo dello stretto di Bering. La sequenza iniziale mostra una contingente squadra di agenti sotto copertura sotto gli ordini di un agente della CIA, con l'ordine di identificare la nave e recuperare il carico. Sfortunatamente, l'intera squadra viene sterminata da una minaccia sconosciuta.
L'agente Bennet della CIA quindi ordina ad ogni nave governativa nelle vicinanze della baleniera di investigare, ed è proprio la nave di Hansen che risponde alla chiamata. Come Hansen, il giocatore trova la nave occupata da mercenari ostili e strane creature (chiamate "exocelle"), queste creature usano gli umani e altre forme di vita come ospiti, trasformandoli in esseri selvaggi ed irrazionali, con l'unico obiettivo di nutrirsi di chiunque davanti a loro. Questi parassiti sono un pericolo per Hansen sia dentro che fuori dai loro ospiti. Durante la sua esplorazione e sotto l'aiuto di Bennet scoprirà che le "Excocelle" sono il frutto di un esperimento riuscito male; sempre durante la sua investigazione libererà Anna Kamsky, figlia dello scienziato russo Dr. Victor Kamsky, che veniva tenuta prigioniera per costringere il padre a continuare le ricerche e gli esperimenti.
In seguito dirotterà la nave sulla piattaforma petrolifera, trasformata in laboratorio dove sono avvenuti gli esperimenti falliti, dopo diversi scontri sia con i mercenari, sia con le exocelle, Hansen e Anna si mettono d'accordo per far saltare l'intero complesso con del C4. Poco prima di partire dall'eliporto però, i due vengono attaccati dal padre di Anna, Victor Kamsky, trasformato in una creatura gigantesca e orribile. Riescono comunque a sconfiggerlo e  fuggono con l'elicottero osservando la piattaforma esplodere in mezzo all'oceano.

## Modalità di gioco
Il gioco dispone solo della modalità giocatore singolo.

## Accoglienza
La rivista Play Generation lo classificò come il secondo titolo splatter più nauseante tra quelli disponibili su PlayStation 2.